# Tlumačov (ort i Tjeckien, Plzeň)
Tlumačov är en ort i Tjeckien.   Den ligger i regionen Plzeň, i den västra delen av landet, 130 km sydväst om huvudstaden Prag. Tlumačov ligger 463 meter över havet och antalet invånare är 400.
Terrängen runt Tlumačov är platt åt nordost, men åt sydväst är den kuperad.Runt Tlumačov är det ganska glesbefolkat, med 47 invånare per kvadratkilometer. Närmaste större samhälle är Domažlice, 4,1 km norr om Tlumačov. I omgivningarna runt Tlumačov växer i huvudsak blandskog.